# Смях от радост
Смях от радост (на италиански: Risate di gioia) е италианска комедия от 1960 година на режисьора Марио Моничели.

## В ролите
| Изпълнител   | Роля                       |
| ------------ | -------------------------- |
| Ана Маняни   | Джоя Фабрикоти (Торторела) |
| Тото         | Умберто Пенацуто           |
| Бен Газара   | Лело                       |
| Фред Кларк   | Американецът               |
| Еди Весел    | Момичето                   |
| Джина Ровере | Мими                       |
| Тони Учи     | Любовник на Милена         |